# Beth Rowley
Beth Ann Rowley (Lima, 10 ottobre 1981) è una cantautrice britannica.

## Biografia
Beth Rowley ha iniziato la sua carriera musicale durante i suoi studi, come corista di Ronan Keating e di Enrique Iglesias. Ha raggiunto popolarità nel 2008, con la pubblicazione del suo secondo album in studio, Little Dreamer, che ha esordito alla 6ª posizione della Official Albums Chart. Nel 2009 ha ricevuto una candidatura ai BRIT Award nella categoria Miglior artista solista femminile britannica ed ha registrato brani per i film The Edge of Love e An Education.

## Discografia

### Album in studio
- 2007 – Violets
- 2008 – Little Dreamer
- 2013 – Wretched Body
- 2018 – Gota Fría